# Moenkhausia hemigrammoides
Moenkhausia hemigrammoides és una espècie de peix de la família dels caràcids i de l'ordre dels caraciformes.

## Morfologia
- Els mascles poden assolir 4 cm de llargària total.[4]

## Hàbitat
Viu a àrees de clima tropical entre 22 °C - 25 °C de temperatura.

## Distribució geogràfica
Es troba a Sud-amèrica: Surinam i Guaiana Francesa.

## Observacions
És una espècie gregària que, juntament amb els seus colors llampants, és molt apreciada en aquariofília.